# Meds (singel)
"Meds" – czwarty singel brytyjskiej grupy rockowej Placebo pochodzący z albumu studyjnego "Meds"

## Ogólny zarys
Singel został wydany 9 października 2006 roku w formacie CD oraz digital download. Utwór "Meds" gościnnie z wokalistą Placebo Brianem Molko zaśpiewała Alison Mosshart z grupy The Kills.
Piosenka "Meds" miała swoją premierę w radiu rockowym w Stanach Zjednoczonych. Okładka singla przedstawia kolaż składający się z rozmazanych zdjęć twarzy członków zespołu. Wszystkie trzy zdjęcia wykorzystane w kolażu stanowią osobno okładki trzech poprzednich singli albumu "Meds": "Because I Want You", "Song to Say Goodbye" oraz "Infra-Red".

## Lista utworów
CD1
1. "Meds" (gościnnie Alison Mosshart)
2. "Lazarus"

CD2
1. "Meds"
2. "UNEEDMEMORETHANINEEDU"
3. "Space Monkey (Timo Maas Remix)"
4. "Meds" (video)

7" płyta winylowa
1. "Meds"
2. "UNEEDMEMORETHANINEEDU"

wersja holenderska
1. "Meds" – 2:54
2. "Lazarus" – 3:23
3. "UNEEDMEMORETHANINEEDU" – 3:28

## Listy przebojów
| Państwo    | Najwyższa pozycja |
| ---------- | ----------------- |
| Belgia     | 12                |
| Niemcy     | 83                |
| Szwajcaria | 78                |